# هانس يواخيم شولتسه
هانس يواخيم شولتسه (بالألمانية: Hans-Joachim Schulze)‏ هو عالم موسيقى وأستاذ جامعي ألماني، ولد في 3 ديسمبر 1934 في لايبزيغ في ألمانيا.